# Шерабоков Сергій Олексійович
Сергій Олексійович Шерабоков (нар. 15 травня 1972, Севастополь, УРСР) — радянський та український футболіст, захисник.

## Клубна кар'єра
Народився в Севастополі, вихованець місцевого дитячого клубу «Вікторія», перший тренер — Євген Репенков. Професіональну кар'єру розпочав у 1990 році в клубі «Чайка» (Севастополь), яка протягом двох сезонів виступала в Другій союзній лізі, а після проголошення незалежності України в першій та другій лігах. У 1992 році був орендований сімферопольською «Таврією», де зіграв 2 матчі у Вищій лізі. Напередодні чемпіонату Європи в Швеції зіграв у товариському матчі проти збірної СРСР, який кримці виграли з рахунком 1:0. Цей матч став останнім для збірної СРСР, бо на чемпіонаті Європи замість СРСР вже виступала збірна СНД.
У 1993—1996 роках Шерабоков був гравцем «Кременя», в складі якого в Прем'єр-лізі зіграв 26 матчів та відзначився 2-а голами. Також виступав за нижчолігові клуби: «Чайка» (Севастополь), «Система-Борекс» (Бородянка) та «Скіфи» (Львів). Після приходу до «Кременя» тренера Євгена Рудакова контракт з Сергієм було розірвано.
Наприкінці 1995 року підписав 1-річний контракт з варшавською «Полонією», якою на той час керував Стефан Маєвський. По завершенні весняної частини чемпіонату «Полонія» виграла путівку до Першої ліги. У цьому турнірі Сергій дебютував 3 серпня 1996 року в нічийному (0:0) поєдинку проти краківської «Вісли». Протягом свого перебування в столичному клубі був основним півзахисником, зіграв 26 матчів та відзначився 2-а голами.
По завершенні осінньої частини сезону 1996/97 років відправився до представника чемпіонату Словаччини, братиславського «Словану». Разом з командою виграв Кубок Словаччини 1996/97 років. По завершенні сезону в чемпіонаті Слован, який вважався головним фаворитом турніру, зайняв 3-є місце. Наслідком цього результату стало звільнення головного тренера Душана Галіса та виставлення на трансфер 9 гравців основного складу, в тому числі й Шерабокова. Окрім цього у клубу виникли проблеми з виплатою 50 000 доларів за трансфер футболіста варшавській «Полонії».
Сергієм зацікавився санкт-петербурзький «Зеніт», але пітерці змушені були відмовитися від трансферу футболіста через те, що «Слован» вимагав завищену суму відступних. Зрештою, по завершенні контракту з словацьким клубом Шерабоков перейшов у саратовський «Сокіл», а потім до владимирського «Торпедо». У 1999 році продовжив кар'єру в казахстанському клубі «АЕС-Єлимай» (Семипалатинськ), після чого виступав у латвійських клубах «Даугава» (Дінабург), «Даугава» (Рига) та ФК «Юрмала». У 2003 році через погіршення стану здоров'я завершив кар'єру професіонального футболіста.

## Кар'єра функціонера
По завершенні кар'єри гравця розпочав кар'єру скаута та футбольного функціонера. З 2004 року працював консультантом з селекційної роботи у польських клубах «Одра» (Водзіслав-Шльонський) та «Полонія» (Варшава).
З 2010 року працював селекціонером в ФК «Севастополь». У 2011 році отримав ліцензію агента футболістів ФІФА, брав участь у розробці плану стратегічного розвитку ФК «Севастополь» у Прем'єр-лізі з урахуванням оптимізації витрат клубу на трансферному ринку.

## Досягнення
«Слован» (Братислава)
- Кубок Словаччини
  -  Володар (1): 1996/97